# Неофит I Цариградски
Неофит I Цариградски (грч. Νεόφυτος; умро после 1154) је био свештеник из 12. века који је служио као васељенски патријарх Цариграда током 1154. године
Неофит I је био монах у манастиру Богородице Добротворке пре него што је постављен на патријаршијски престо након смрти свог претходника. Његова кратка владавина као цариградског патријарха – од око неколико недеља – била је без догађаја, те се повукао да би постао аскета. Његова кратка владавина била је за време владавине византијског цара Манојла I Комнина.